# 黃冔
黄冔（1308年—1368年），字殷士，元朝官员，抚州金溪人。
黄冔博学明经，善写文章，尤擅长写诗。至正十七年（1357年），左丞相太平表奏他担任授淮南行省照磨，没有就任，改任国子助教，历任太常博士、国子博士，升为国子监丞，擢翰林待制，兼国史院编修官。至正二十八年（1368年），明朝军队攻克大都，黄冔叹道：“我以儒学致身，累蒙国恩，为胄子之师，代言禁林。今纵无我戮，何面目见天下士乎！”于是赴井而死，时年六十一岁。有诗文传世。